# 鈴木武右衛門
鈴木 武右衛門（すずき ぶえもん、本名：鈴木徹（すずき とおる）、1949年 - 2014年11月29日）は、日本の彫刻家。

1973年、東京造形大学造形学部卒業。1993年、文教大学教育学部初等教育課程美術選修助教授、1999年、教授。2014年11月29日に肺がんのため死去した。65歳没。